# Henri Grégoire
Henri Jean-Baptiste Grégoire zvaný abbé Grégoire (4. prosince 1750 Vého – 20. května 1831 Paříž) byl francouzský duchovní a politik, který hrál významnou roli během Velké francouzské revoluce.

## Život
Byl synem krejčího, studoval u jezuitů v Nancy a na kněze byl vysvěcen roku 1782. Roku 1789 byl v obvodě Nancy zvolen do generálních stavů, a stal se tam vůdcem revoluční části kléru, prosazující zrušení stavovských privilegií. Spolu s Pétionem či Robespierrem patřil v rámci Národního ústavodárného shromáždění k zástupcům radikální levice požadujcí mimo jiné zavedení všeobecného mužského volebního práva a později také republikánského zřízení. Roku 1790 byl zvolen konstitučním biskupem v Blois, jímž zůstal do roku 1801. V Národním Konventu se řadil mezi zástupce tzv. Pláně (la Plaine), tvořící pomyslný politický „střed“ mezi girondistickou „pravicí“ a montagnardskou „levicí“. Zároveň dál působil jako politik a organizátor francouzské konstituční církve. Později patřil k odpůrcům Napoleona Bonaparta, kvůli tomu musel na čas do exilu. Zemřel v chudobě roku 1831 v Paříži. Jeho ostatky byly roku 1989 přeneseny do pařížského Pantheonu.
Henri Grégoire se jako politik zasazoval za lidská práva, zrušení otroctví a zrovnoprávnění Židů ve veřejném životě. Sporná je jeho snaha potlačit místní dialekty a nahradit je spisovnou francouzštinou, jež se na dlouhou dobu stala východiskem jazykové politiky francouzského státu.